# صندوق بنيان ريت
صندوق بنيان ريت هو صندوق استثمار عقاري متداول مقفل متوافق مع ضوابط الشريعة الإسلامية. ويعمل الصندوق وفقاً للائحة صناديق الاستثمار العقاري والتعليمات الخاصة بصناديق الاستثمار العقارية المتداولة الصادرة عن هيئة السوق المالية.

## الهدف الاستثماري
يستهدف الصندوق الإستثمار في عقارات مطورة تطويراً انشائياً، قابلــة لتحقيق دخل تأجيري دوري، وتوزيع ما لا يقل عن نسبة 90 بالمئة على الأقل من صافي أرباحه السنوية بشكل نقدي بشكل نصف سنوي في نهاية الربع الثاني ونهاية الربع الرابع.

## الهيئة الشرعية
تم اعتماد الصندوق على أنه صندوق استثمار متوافق مع المعايير الشرعية المجازة من قبل الهيئة الشرعية المعينة.

## مدير الصندوق
شركة السعودي الفرنسي كابيتال، وهي شركة سعودية مساهمة مقفلة مُرخصة من جانب الهيئة كـشخص مرخص له.

## مقيمي الصندوق
- نايت فرانك
- فاليوسترات
- الشركة السعودية لتقييم وتثمين الأصول

## أمين الحفظ
شركة البلاد للإستثمار

## وصلات خارجية
- صندوق بنيان ريت حقائق وأرقام